# 鞏彥暉
巩彦晖（1204年—1259年），元朝易州（今河北易县）人，巩彦荣的弟弟。
巩彦晖与兄长巩彦荣以武勇著称。巩彦荣担任百夫长隶属于千户何伯祥麾下，有战功，告老后，以巩彦晖代替他的职位。在攻打南宋时，巩彦晖从破枣阳，战光州，攻下滁州，参与攻打黄州、寿州、泗州的战役，屡立战功，受赐银符牌，兼镇抚事。1259年，跟随忽必烈渡长江攻打鄂州，在武昌与宋兵决战，后被围于湖中，身受重伤，于是投水求死。被宋军俘虏，将他杀死，时年五十六岁。其子巩信。